# Ville Ritola
Vilho "Ville" Eino Ritola (Peräseinäjoki, 18 de janeiro de 1896 — Helsinque, 24 de abril de 1982) foi um atleta finlandês especializado em corridas de longa distância, integrante do fabuloso grupo de atletas da Finlândia conhecido como Flying Finns (Finlandeses Voadores) que durante os anos 1920 dominaram os eventos de meio-fundo e fundo no atletismo dos Jogos Olímpicos.
Ritola emigrou para os Estados Unidos aos dezessete anos, para se juntar a sete irmãs que emigraram anos antes e lá juntou-se ao Finnish-American Athletic Club, onde começou a treinar junto do grande campeão finlandês  Hannes Kolehmainen, que havia se mudado para os Estados Unidos após osJogos Olímpicos de 1912. Kolehmainen tentou convencê-lo a integrar a equipe finlandesa para osJogos de Antuérpia em 1920, mas Ville não aceitou, acreditando que ainda não estava pronto para disputar com sucesso uma competição do nível de uma Olimpíada.
Em 1924, entretanto, ele estava no auge da forma e participou com brilho dos Jogos de Paris, conquistando quatro medalhas de ouro e duas de prata. Tendo como sombra na equipe o grande Paavo Nurmi, Ritola venceu os 10 000 m (de que Nurmi não participou) com meia volta de vantagem sobre os adversários e quebrando em 12s seu próprio recorde mundial. Três dias depois venceria os 3 000 metros com obstáculos chegando 75 m à frente do segundo colocado. No dia seguinte, fez uma dobradinha finlandesa com Nurmi nos 5 000 m conquistando a medalha de prata e nos próximos dias conquistaria junto com a equipe duas medalhas de ouro no cross-country e nos 3 000 m por equipes.
Em Amsterdam 1928, Ritola voltaria a brilhar junto com Nurmi, derrotando o lendário Homem do Relógio na prova dos 5 000 m e perdendo para ele nos 10 000 m, ficando com a prata.  Com estes resultados, Ritola encerrou sua carreira olímpica com um total de quatro medalhas de ouro e três de prata. Ele nunca competiu no Campeonato Nacional de Atletismo da Finlândia, mas em sua permanência nos EUA colecionou dezenas de medalhas em provas de todas as distâncias entre 2 000 m e 10 milhas, em pistas e estradas.
Após os Jogos de Amsterdam, Ville Ritola abandonou o atletismo e voltou a seu país natal em 1971, morrendo em Helsinque em 24 de abril de 1982, aos 86 anos de idade.
Sua carreira e a fantástica aceleração que tinha no final das corridas deixando subitamente seus concorrentes para trás, inspirou uma expressão coloquial usada em finlandês, "Ottaa ritolat", que significa "fazer um Ritola", ou sair abruptamente e rapidamente de algum lugar.